# Museo dei campionissimi
Il museo dei campionissimi è un museo di Novi Ligure dedicato al ciclismo e in particolare ai ciclisti Fausto Coppi e Costante Girardengo, che hanno vissuto gran parte della loro vita nella città piemontese.
 Inaugurato il 30 aprile 2003, si trova in un capannone dismesso di 3.000 m2 già dell'ILVA (ex ITALSIDER).
Il museo è così suddiviso:
- Pista centrale: dedicata all'evoluzione della bicicletta, dai primi modelli a oggi
- Sala dei Campionissimi: dedicata a Fausto Coppi e Costante Girardengo, con cimeli, testimonianze inedite e pagine della Gazzetta dello Sport con le loro vittorie
- Due megaschermi dove vengono proiettati filmati o sonori d'epoca sul ciclismo e in particolare su Fausto Coppi e Costante Girardengo
- Laboratorio videoludico: in una bicicletta reale computerizzata vengono creati diversi ambienti
- Laboratorio d'arte: dedicato a diversi artisti che creano installazioni sul tema ciclismo, bicicletta e forme della bicicletta
- Sala espositiva a tema: sala dedicata a diverse mostre, che ha ospitato in passato opere di Giorgio de Chirico, Giuseppe Pellizza da Volpedo, Roberto Baldessari, Giacomo Balla, Umberto Boccioni, Felice Carena, Mauro Chessa, Giacomo Grosso, Renato Guttuso, Mosè Bianchi, Franco Piri Focardi, Mario Sironi, Antonio Visintin, Giuseppe Cominetti, Carlo Bergoglio[1].
- Videoteca: disponibile per la consultazione di filmati